# Pipunculus fuscus
Pipunculus fuscus är en tvåvingeart som beskrevs av Friedrich Hermann Loew 1866. Pipunculus fuscus ingår i släktet Pipunculus och familjen ögonflugor. Inga underarter finns listade i Catalogue of Life.